# Micro Área Ecoturística Litoral
Micro Área Ecoturística Litoral (su acrónimo MAEL) es un proyecto para el fomento de áreas marinas de pequeño tamaño (máximo 50 Ha.) en donde poder desarrollar actividades turísticas y recreativas sostenibles (ecoturismo marino)de forma que sean compatibles con su conservación.

## Descripción
El proyecto pretende delimitar estos pequeños espacios para el desarrollo de actividades ecoturísticas como buceo deportivo, kayak, natación en aguas abiertas, apnea, paddle-surf, surf, windsurfing, etc. Dicha delimitación tiene como objetivo el poder restringir fundamentalmente dos actividades que se consideran no compatibles: la navegación (a motor o a vela) y la extracción de recursos vivos (pesca en cualquier modalidad y marisqueo). Estas restricciones se deben a dos motivos fundamentales, el garantizar la seguridad de los usuarios en estas zonas, empezando por los bañistas, así como propiciar indirectamente la mejora y conservación de la biodiversidad.
Estos espacios son promovidos fundamentalmente por administraciones públicas o por organizaciones no gubernamentales (ONGs).
Su ubicación debe priorizar espacios litorales donde se practiquen o se hayan practicado este tipo de actividades ecoturísticas. Para que los límites estén claros, se propicia la instalación de señalización tanto en tierra como en el mar (balizas), mediante un trámite administrativo cuyo objetivo es la declaración de zonas de baños balizadas.
Si la entidad impulsora de la Micro Área pretende un nivel de regulación de usos de las actividades que allí se desarrollan más allá del simple balizamiento de la zona, se puede propiciar acuerdos de custodia marina entre el Estado español (titular del Dominio Público Marítimo Terrestre) con los diferentes sectores que utilizan dicho litoral.
Es una iniciativa impulsada por la Asociación EcoOcéanos, que cuenta con el respaldo del Gobierno de Canarias, y con la colaboración de Fundación Biodiversidad   del Ministerio de Agricultura, Alimentación y Medio Ambiente, así como de fundación Cajacanarias
Es un proyecto que se desarrolla en Canarias desde el año 2007. Desde entonces se han promovido tres experiencias pilotos:
Montaña Amarilla, San Miguel de Abona/Arona, Tenerife: primera propuesta de Micro Área, cuyos trabajos iniciales se remontan a 2008. Se trabajó en la regeneración de un entorno sometido a gran presión, en especial por pescadores deportivos. Era una zona muy degradada, siendo el único hábitat presente el blanquizal. Sin embargo, posee recursos paisajísticos submarinos. Mediante acuerdos con los pescadores profesionales y los trabajos de regeneración del ecosistema, en especial el control del erizo diadema (Diadema africanum), se ha conseguido avances significativos en su conservación. De esta forma se ha recuperado un punto de buceo para la isla de Tenerife, que había sido abandonado por la pérdida de biodiversidad.
Los Cancajos, Breña Baja, La Palma: una de las zonas de baño más conocidas de la isla de La Palma, cuya tradición como zona para actividades náuticas se remonta a décadas atrás. Los fondos están en un estado aceptable, a pesar de la sobrepesca. En el ámbito del buceo, destaca por la variedad de inmersiones diferentes para todo tipo de niveles en un espacio tan reducido.
Abades, Arico, Tenerife:la bahía de Abades tiene unas características que la hacen apta para la práctica de actividades náuticas con  cómodos accesos y que se pueden realizar durante todo el año. Destacan sobre todo los hábitats infralitorales,  arrecifes, sebadales (Cymodocea_nodosa) y fondos arenosos. Aquí también se han hecho trabajos para la recuperación de los fondos con algal degradados por el Diadema africanum desde el año 2010. Además del buceo, se puede practicar todo tipo de actividades relacionadas con el mar y cuenta con tres playas de arena de gran afluencia.